# Angelina Emily Grimké

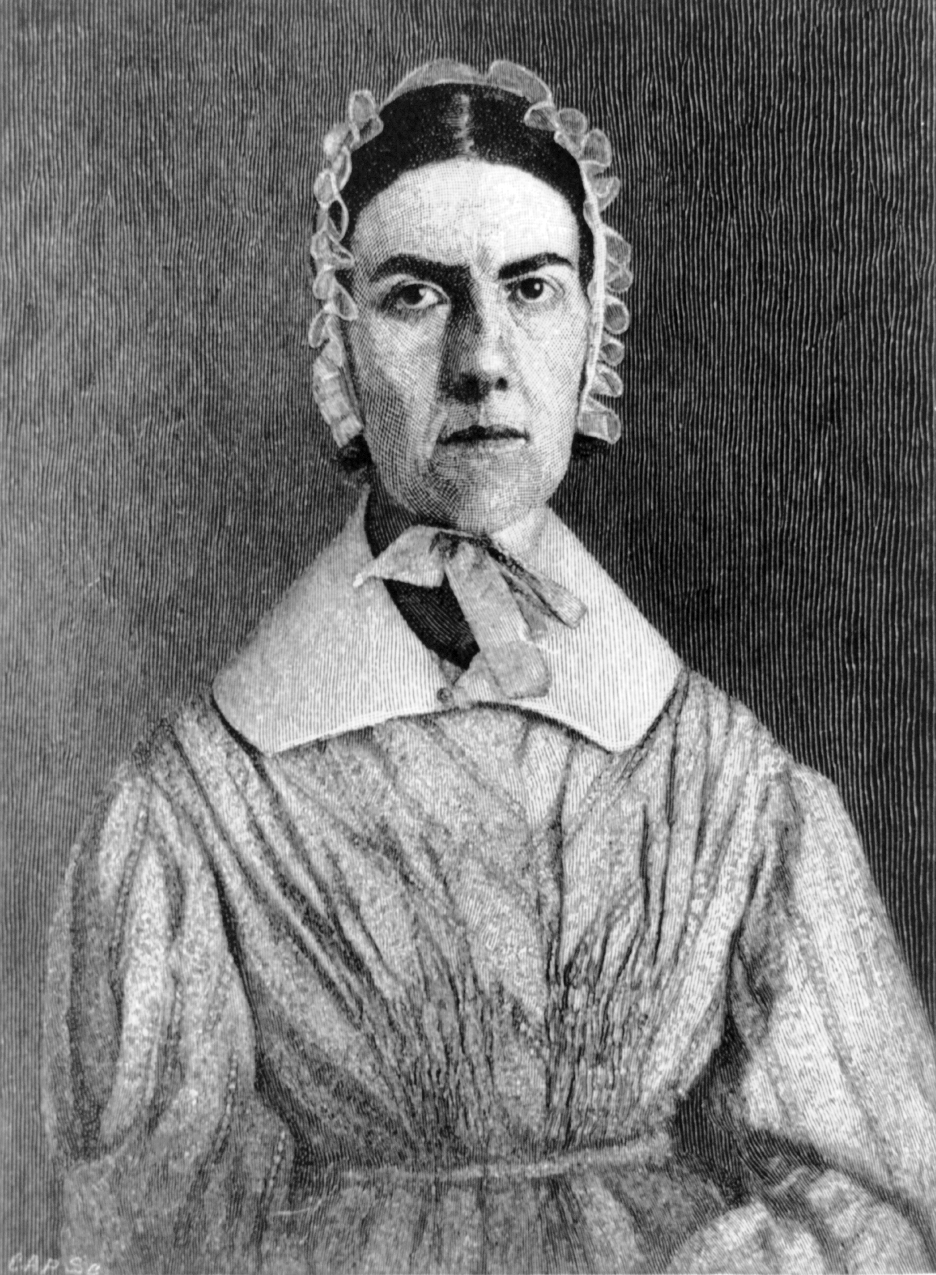
Die jüngere der Grimké-Schwestern, Angelina Grimké

Angelina Grimké (* 21. Februar 1805 in South Carolina; † 26. Oktober 1879 in Hyde Park (Boston), Massachusetts) war eine politische Aktivistin in den Vereinigten Staaten, eine Frauenrechtlerin und neben ihrer älteren Schwester Sarah Moore Grimké die einzig bekannte Frau aus den Südstaaten der USA, die Teil der Abolitionismus-Bewegung war.
Sie war die Tochter eines angesehenen und reichen Pflanzers und Sklavenbesitzers, John Faucheraud Grimké. Sie wuchs zwar im Süden auf, verbrachte aber ihr ganzes Erwachsenenleben in den Nordstaaten, wo sie im Quäkertum aktiv war, ebenso wie ihre Schwester Sarah. Die Zeit ihres größten Ruhms war zwischen 1836, als ein Brief, den sie an William Lloyd Garrison gesandt hatte, in der Anti-Sklaverei-Zeitung The Liberator erschien, und Mai 1838, als sie eine Rede zum Abolitionismus hielt, während eine feindselige Menge Steine warf und vor der Versammlungshalle schrie. Die Essays und Reden, die sie in diesem Zeitraum von zwei Jahren verfasste, enthielten eindrucksvolle Argumente zur Beendigung der Sklaverei und zur Förderung der Frauenrechte.

## Leben

### Herkunft, frühe Jahre und religiöse Betätigung
Angelina Grimké wurde in Charleston als jüngstes von 14 Kindern des wohlhabenden Pflanzerehepaares John Faucheraud Grimké und Mary Smith geboren, beides Nachfahren angesehener Familien. Ihr Vater war ein anglikanischer Jurist, Pflanzer, Politiker und Richter. Er war ein Veteran des Unabhängigkeitskriegs und vornehmes Mitglied der Charlestoner Gesellschaft. Ihre Mutter Mary war ein Abkömmling des ehemaligen Gouverneurs und „Landgrafen“ Thomas Smith und seiner Frau, die auch aus einer der besten Familien Charlestons stammte. Sie waren große Sklavenbesitzer. Der Vater billigte eine gute Ausbildung nur seinen männlichen Nachkommen zu, aber die Söhne teilten ihre Kurse und Kenntnisse mit den Schwestern, Angelina eingeschlossen.
Mary und John Grimké waren strenge Anhänger der traditionellen südstaatlichen Oberklassenwerte, auf denen ihre Stellung in der Charlestoner Gesellschaft beruhte. Mary ließ nie zu, dass die Mädchen sich außerhalb der vorgeschriebenen gesellschaftlichen Kreise bewegten und John blieb sein ganzes Leben lang ein Sklavenhalter. Die junge Angelina, mit Kosenamen „Nina“, stand ihrer älteren Schwester Sarah sehr nahe, die im Alter von 13 Jahren ihre Eltern dazu brachte, dass sie die Patin von Angelina werden durfte. Die beiden Schwestern behielten ihre enge Beziehung zueinander ihr ganzes Leben lang bei. Sie lebten sogar die meiste Zeit ihres Lebens, bis auf einige kurze Abschnitte des Getrenntseins, zusammen.
Schon als Kind war Nina das eigensinnigste, neugierigste und selbstbewussteste Kind in der Geschwisterschar. Sie schien von Natur aus kritisch und offenherzig zu sein, was in ihrer ziemlich konventionellen Familie und bei den Freundinnen nicht gut ankam. Sie ließ sich mit 13 Jahren nicht konfirmieren, da sie mit dem zu sprechenden Glaubensbekenntnis nicht übereinstimmte; sie brach die Zeremonie ab. Im Alter von 21 Jahren trat sie zum presbyterianischen Glauben über.
Sie war ein aktives Mitglied der presbyterianischen Kirche und wurde eine enge Freundin des Pastors ihrer Kirche, Reverend William McDowell. Der aus New Jersey stammende McDowell und sie waren beide Gegner der Sklaverei aus dem Grund, weil sie ein moralisch schlechtes System sei, das den christlichen Glauben und die Menschenrechte verletze. McDowell vertrat aber den Grundsatz der Geduld und des Gebets statt des unmittelbaren Handelns und argumentierte, dass die Abschaffung der Sklaverei noch schlimmere Übel hervorrufen würde. Dies war für die junge Grimké unbefriedigend.
1829 sprach sie das Problem der Sklaverei in einer Gemeindeversammlung an und verlangte, dass alle sklavenhaltenden Mitglieder der Kongregation offen die Praxis verdammen sollten. Man lehnte ihr Verlangen ab, denn zu dieser Zeit hatte die Kirche ihren Frieden mit der Sklaverei gemacht. Sie hatte eine biblische Rechtfertigung dafür gefunden und verlangte von christlichen Sklavenbesitzern, väterlich zu den Sklaven zu sein und sie besser zu behandeln.
Nun verlor Grimké auch den Glauben in die Werte der Presbyterianischen Kirche und trat 1829 mit Unterstützung durch ihre Schwester Sarah zum Glauben der Quäker über. Nachdem sie vergeblich versucht hatte, auch ihre Familie zu bekehren – ihre herablassende und aufbrausende Art half ihr dabei wenig – entschloss sie sich, ihrer Schwester Sarah zu folgen und nach Philadelphia umzuziehen.

### Heirat
Grimké traf Theodore Weld, einen prominenten Abolitionisten, zuerst im Oktober 1836 bei einer Zusammenkunft für das „Agententraining“. Sie war sehr beeindruckt von seinen Reden. In den zwei Jahren vor ihrer Heirat bestärkte Weld Grimkés Aktivitäten, indem er für sie viele Vorträge organisierte und die Veröffentlichung ihrer Schriften ermöglichte. Am 14. Mai 1838 heirateten sie in Philadelphia vor einem schwarzen und einem weißen Geistlichen.
Sie lebten in New Jersey zusammen mit Sarah und zogen drei Kinder groß. Sie erwarben ihren Lebensunterhalt durch den Betrieb zweier Schulen, eine davon war die in der utopischen Gemeinschaft der „Raritan Bay Union“. Nach Ende des Sezessionskrieges zog der Haushalt nach Hyde Park (Boston) um, wo man zusammen die letzten Lebensjahre verbrachte. Angelina und Sarah waren beide in der „Massachusetts Woman Suffrage Association“ aktiv.

## Erbe
- In jüngster Zeit hat Angelina Grimké wie ihre Schwester Sarah die Anerkennung bekommen, die sie verdient. An sie wird in Judy Chicagos The Dinner Party erinnert.[2]
- 1998 wurde Grimké nachträglich in die National Women’s Hall of Fame aufgenommen. Auch im „Boston Women’s Heritage Trail“ wird an sie erinnert.[3]

## Wichtige Schriften
Die zwei bemerkenswertesten Werke von Grimké sind:
- Appeal to the Christian Women of the South[4]
- Letters to Catharine A. Beecher in reply to An essay on slavery and abolition, adressed to A.E. Grimke

### An Appeal to the Christian Women of the South(1836)
Die Schrift An Appeal to the Christian Women of the South (dt.: Ein Appell an die christlichen Frauen des Südens), veröffentlicht von der American Anti-Slavery Society, ist einzigartig, weil er der einzige schriftliche Appell zur Abschaffung der Sklaverei von einer Südstaaten-Frau an andere Südstaatlerinnen war, der in der Hoffnung verfasst wurde, dass diese nicht fähig sein würden, einem Appell aus ihren eigenen Reihen zu widerstehen. Der Stil des Essays ist sehr persönlich gehalten und sie benützt eine einfache Sprache und starke Behauptungen, um die Ideen zu transportieren. Der „Appell“ wurde weithin bekannt gemacht durch die „Amerikanische Anti-Sklaverei Gesellschaft“ und mit großem Beifall von den radikalen Abolitionisten begrüßt. Aber er wurde auch stark von ihrer früheren Quäker-Gemeinschaft kritisiert und in South Carolina öffentlich verbrannt.
Der Appeal enthält sieben Hauptargumente:
- Erstens: dass Sklaverei im Gegensatz zur „Declaration of Independence“ (dt.: Unabhängigkeitserklärung) stehe;
- Zweitens: dass Sklaverei im Gegensatz zur ersten Verlautbarung der Menschenrechte stehe, wie sie die Menschheit in der Bibel bekommen habe;
- Drittens: dass das Argument, dass Sklaverei prophezeit worden sei, den Sklavenhaltern keine Entschuldigung dafür liefere, die natürlichen Rechte anderer Menschen zu verletzen;
- Viertens: dass nie angenommen wurde, dass Sklaverei von den Vätern der Bibel erlaubt worden sei;
- Fünftens: dass Sklaverei nie unter dem Gesetz der Hebräischen Bibel existiert habe;
- Sechstens: dass Sklaverei in Amerika den Menschen als Sache einstufe;
- Siebtens: dass Sklaverei im Gegensatz zur Lehre von Jesus Christus und seinen Aposteln stehe.

Auf diese Art und Weise und gleichzeitig als echte Gläubige nützt Grimké die Glaubenssätze der Christlichen Religion, um die Idee der Sklaverei anzugreifen.
Nachdem sie die sieben theologischen Argumente gegen die Sklaverei abgehandelt hat, erläutert Grimké die Gründe, warum sie ihre Bitte besonders an die Frauen des Südens richtet. Sie gesteht zu, dass es einen vorhersehbaren Einwand gebe:
Auch wenn eine Frau des Südens damit übereinstimme, dass Sklaverei eine Sünde sei, habe sie keine gesetzgeberische Macht, eine Änderung zu bewirken. Darauf antwortet Grimké, dass eine Frau vier Pflichten in dieser Angelegenheit habe: zu lesen, zu beten, zu sprechen und zu handeln. Während Frauen doch keine politische Macht hätten, um selbst einen Wandel herbeizuführen, betont sie, dass sie doch die Frauen und Mütter, die Schwestern und Töchter von denen seien, die diese besäßen. Sie ermahnt die Frauen, sie sollten auch aufgrund ihrer moralischen Gegnerschaft zur Sklaverei die Stimme erheben und jede Verfolgung erdulden, sie sich als Folge ergeben würde. Sie hält nichts von der Vorstellung, dass Frauen zu schwach seien, um solchen Folgen standzuhalten. Auf diese Weise entwickelt sie einen Frauenbegriff, der die Frau als machtvoll politisch Handelnde in der Sklavensache sieht, ohne auch nur leise an die Frage des Frauenwahlrechts zu rühren.
Weiter zeigt Grimké in ihrem Essay erneut ihren lebenslangen Enthusiasmus für die allgemeine Bildung von Frauen und Sklaven. In ihrem Appeal betont sie, wie wichtig es sei, dass Frauen ihre Sklaven oder die zukünftigen Arbeiter mit der englischen Allgemeinbildung vertraut machten. Diese hätten einen Verstand und der müsse gefördert werden.

### Letters to Catharine Beecher

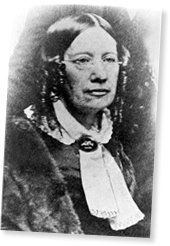
Catharine Beecher

Grimkés Letters to Catharine Beecher (dt. Briefe an Catharine Beecher) war zuerst eine Serie von Essays, die auf Beechers Schrift An Essay on Slavery and Abolitionism with Reference to the Duty of American Females (dt.: Ein Essay über Sklaverei und Sklavenbefreiung mit Bezug zu den Pflichten von weiblichen Amerikanern) antwortete, da diese direkt an sie adressiert war. Die Serie von Antwortschreiben wurde mit der moralischen Unterstützung ihres zukünftigen Ehemannes Weld geschrieben und sowohl in der Zeitschrift The Emancipator wie im The Liberator veröffentlicht. Danach wurden 1838 alle als ein Ganzes in Buchform von Isaac Knapp, dem Drucker des Liberator, nachgedruckt.
Beechers Essay wendet sich gegen die Beteiligung von Frauen an der Bewegung der Sklavenbefreiung aus dem Grund, dass Frauen eine den Männern gegenüber untergeordnete Stellung hätten aufgrund eines gütigen und unabänderlichen Göttlichen Gesetzes.
Grimkés Antworten waren eine Verteidigung sowohl der Abolitionismus- wie der Frauenrechts-Bewegung. Grimkés Briefe werden weithin als frühe feministische Argumente angesehen, obwohl nur zwei der Briefe den Feminismus und das Frauenwahlrecht berühren. Brief XII ähnelt im rhetorischen Stil etwas der Unabhängigkeitserklärung und zeigt Grimkés religiöse Wertvorstellungen. Sie argumentiert, dass alle Menschen moralische Wesen seien und als solche behandelt werden sollten, ohne Ansehen des Geschlechts:
"Measure her rights and duties by the unerring standard of moral being ... and then the truth will be self-evident, that whatever it is morally right for a man to do, it is morally right for a woman to do. I recognize no rights but human rights – I know nothing of men’s rights and women’s rights; for in Christ Jesus, there is neither male nor female. It is my solemn conviction, that, until this principle of equality is recognized and embodied in practice, the Church can do nothing effectual for the permanent reformation of the world."
(Dt. Übers.: Messt ihre Rechte und Pflichten gemäß den unbestechlichen Grundsätzen der Moral; ... und dann wird die Wahrheit augenscheinlich sein, dass, was auch immer moralisch richtig für das Tun eines Mannes ist, auch für das Tun der Frau moralisch richtig ist. Ich erkenne keine anderen Rechte an als Menschenrechte – Ich weiß nichts von Männer- und Frauenrechten; denn bei Jesus Christus gibt es weder männlich noch weiblich. Es ist meine ernste Überzeugung, dass die Kirche nichts Wirksames für die dauernde Reformation der Welt tun kann, bis dieser Grundsatz der Gleichheit nicht in der Praxis anerkannt und verinnerlicht wird.)
Grimké antwortet auf Beechers traditionalistisches Argument zur Stellung der Frau in allen Bereichen menschlicher Aktivität:
"I believe it is the woman’s right to have a voice in all the laws and regulations by which she is to be governed, whether in Church or State: and that the present arrangements of society, on these points, are a violation of human rights, a rank usurpation of power, a violent seizure and confiscation of what is sacredly and inalienably hers."
(Dt. Übers.: Ich glaube, es ist das Recht der Frau, eine Mitbestimmung bei all den Gesetzen und Regelungen zu haben, durch die sie regiert wird, sowohl in der Kirche wie im Staat. Und ich glaube, dass die gegenwärtigen Regelungen in der Gesellschaft zu diesem Problem eine Verletzung der Menschenrechte sind, eine schlimme Machtanmaßung, eine gewaltsame Wegnahme und Konfiskation von dem, was ihr in heiliger und unverletzlicher Weise gehört.)

### American Slavery As It Is
1839 veröffentlichten sie, ihr Mann Theodore Dwight Weld und ihre Schwester Sarah die Schrift American Slavery as It Is, die das zweitwichtigste Buch der Anti-Sklaverei-Literatur nach Harriet Beecher Stowes Onkel Toms Hütte wurde.

## Zeitgenössische Kultur
In Ain Gordons Stück von 2013, If She Stood – aufgeführt durch das „Painted Bride Art Center“ in Philadelphia – wird sie, obwohl sie auf der Bühne nicht vorkommt, von den Figuren Sarah Moore Grimké und Angelina Weld Grimké häufig erwähnt.
Angelina Grimké Weld ist auch eine wichtige Figur im Roman The Invention of Wings (dt.: Die Erfindung der Flügel) von Sue Monk Kidd, der die Lebensschicksale von Sarah Grimké und einer Sklavin aus dem Haushalt der Grimkés namens „Handful“ zum Thema hat.